# 李中孚 (明朝)
李中孚（1501年—？），字化卿，又字伯虚，號七澤，湖廣荊州府江陵縣人，匠籍，明朝政治人物。

## 生平
嘉靖元年（1522年）壬午科湖廣鄉試第十四名舉人。嘉靖八年（1529年）中式己丑科會試第一百五名，登第三甲第十一名進士。九年授镇江府推官，十三年任杭州府同知，十七年任徽州府同知，致仕，卒。

## 家族
曾祖李灝，曾任七品散官；祖父李愷，曾任府同知；父李麟，曾任儀賓。嫡母隆中縣主；生母謝氏。具庆下。弟中立、中行。